# Guvernoratul Bizerte
Guvernoratul Bizerte este una dintre cele 24 unități administrativ-teritoriale de gradul I ale Tunisia. Are în componența sa și insulele La Galite.